# Sibiu Cycling Tour 2016
La Sibiu Cycling Tour 2016, 6a edició de la Sibiu Cycling Tour, es disputà entre el 6 i el 10 de juliol de 2016 sobre un recorregut de 576,6 km repartits entre un pròleg inicial i quatre etapes, amb inici i final a Sibiu. La cursa formava part del calendari de l'UCI Europa Tour 2016, amb una categoria 2.1.
El vencedor final fou el búlgar Nikolai Mikhàilov (CCC Sprandi Polkowice), que s'imposà amb més de 4' a l'italià" Francesco Gavazzi (Androni Giocattoli-Sidermec) i més de 5' a Alex Turrin (Unieuro Wilier).

## Equips
L'organització convidà a prendre part en la cursa a quatre equips continentals professionals, tretze equips continentals i dues seleccions nacionals:
| Equips continentals professionals (4)- ONE Pro Cycling - CCC Sprandi Polkowice - Nippo-Vini Fantini - Androni Giocattoli-Sidermec Equips continentals (13)- Unieuro Wilier - ColoQuick-Cult - Cycling Academy - Soigneur-Copenhagen - Christina Jewelry - Stradalli-Bike Aid - D'Amico Bottecchia - Tusnad - Parkhotel Valkenburg Continental - Dukla Banská Bystrica - GM Europa Ovini - Differdange-Losch - Synergy Baku Project Equips nacionals (2)- Romania - Bulgària |
| |

## Etapes
| Etapa    | Data      | Ciutats d'etapa         | type                      | Distància (km) | Vencedor de l'etapa | Líder de la general |
| -------- | --------- | ----------------------- | ------------------------- | -------------- | ------------------- | ------------------- |
| Pròleg   | 6 de jul  | Sibiu – Sibiu           | pròleg                    | 2,3            | Andrei Nechita      | Andrei Nechita      |
| 1a etapa | 7 de jul  | Sibiu – Sibiu           | etapa accidentada         | 193,5          | Steele Von Hoff     | Steele Von Hoff     |
| 2a etapa | 8 de jul  | Sibiu – Păltiniș        | etapa de muntanya         | 231            | Nikolai Mikhàilov   | Nikolai Mikhàilov   |
| 3a etapa | 9 de jul  | Llac Bâlea – Llac Bâlea | contrarellotge individual | 6,8            | Kiril Pozdniakov    | Nikolai Mikhàilov   |
| 4a etapa | 10 de jul | Sibiu – Sibiu           | etapa accidentada         | 143            | Davide Viganò       | Nikolai Mikhàilov   |

## Classificació final
| \| Classificació general \| Classificació general \| Classificació general \| Classificació general \| Classificació general \| \| Corredor \| Corredor \| Equip \| Temps \| \| \| --------------------- \| --------------------- \| --------------------------- \| --------------------- \| --------------------- \| \| 1r \| Nikolai Mikhàilov \| CCC Sprandi Polkowice \| 13h 35' 57" \| \| \| 2n \| Francesco Gavazzi \| Androni Giocattoli-Sidermec \| + 4' 33" \| \| \| 3r \| Alex Turrin \| Unieuro Wilier \| + 5' 35" \| \| |                   |                             |             |
| |                   |                             |             |
| Font: ProCyclingStats |                   |                             |             |
| Classificació general |                   |                             |             |
| Corredor | Corredor          | Equip                       | Temps       |
| 1r | Nikolai Mikhàilov | CCC Sprandi Polkowice       | 13h 35' 57" |
| 2n | Francesco Gavazzi | Androni Giocattoli-Sidermec | + 4' 33"    |
| 3r | Alex Turrin       | Unieuro Wilier              | + 5' 35"    |